# Wolfern
Wolfern är en ort och kommun i Österrike. Den ligger i distriktet Steyr-Land i förbundslandet Oberösterreich, 150 kilometer väster om huvudstaden Wien. 
Kommunen består av tre orter (Ortschaften) (inom parentes invånarantal 1 januari 2024):
- Losensteinleiten (565)
- Maria Laah (242)
- Wolfern (2 577)